# Jack Daniel's

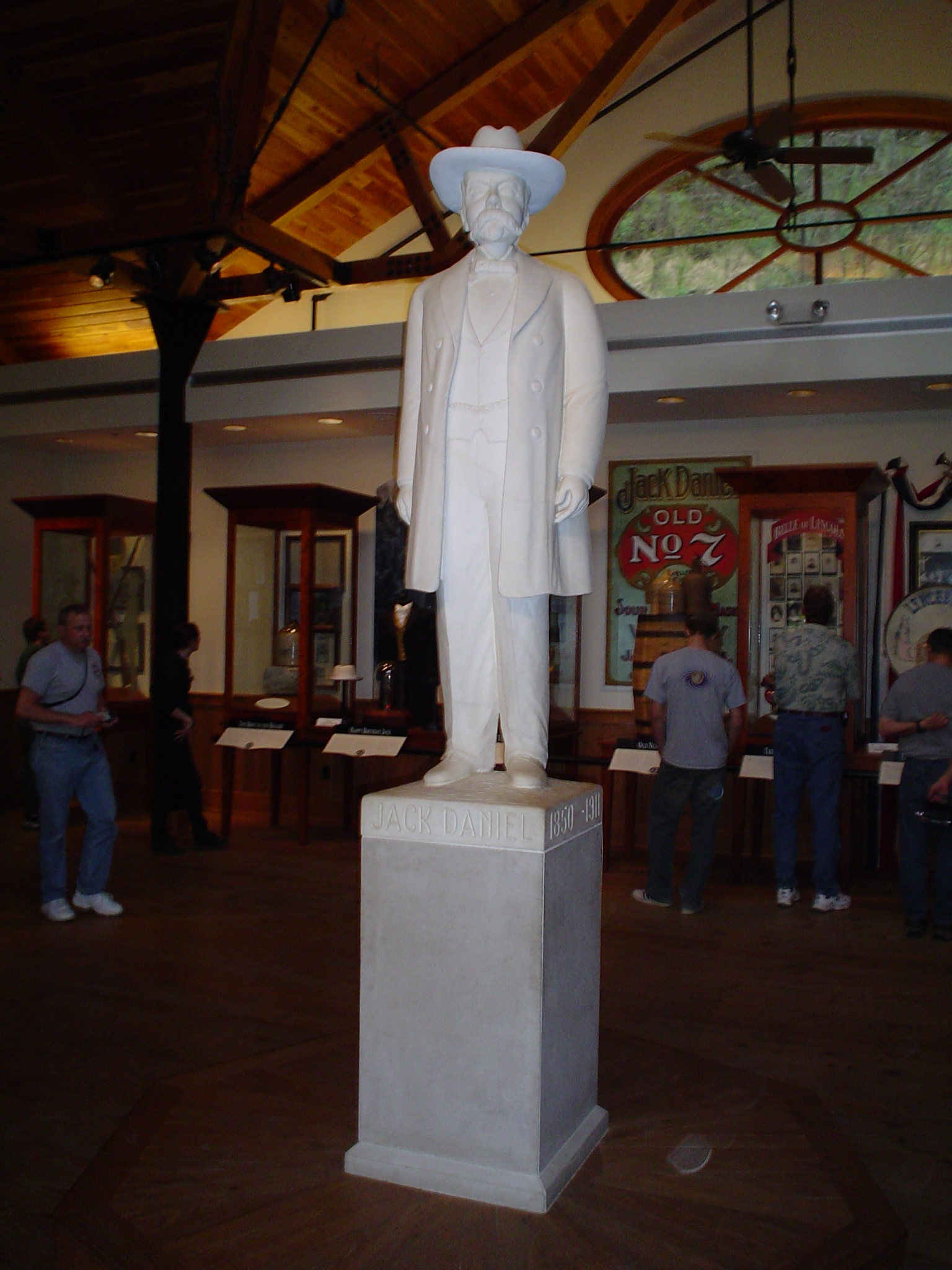
Jack Daniel

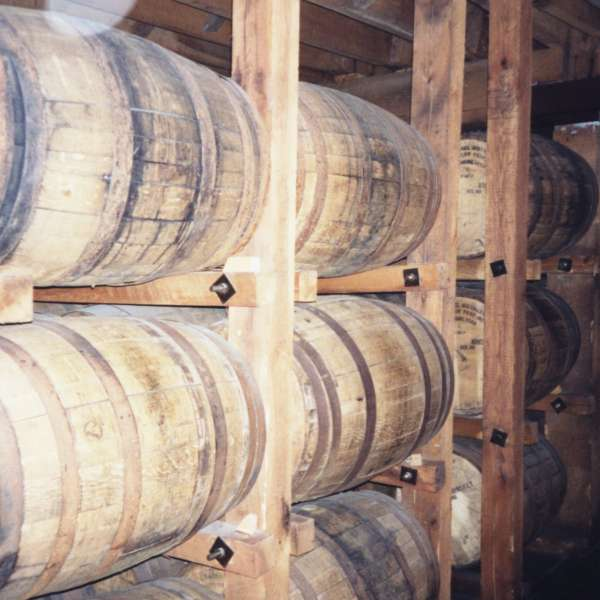
Butoaie de whiskey Jack Daniels

Jack Daniel's este denumirea unui whiskey tradițional care se fabrică în orășelul Lynchburg, Tennessee, SUA.

## Istoric
Distileria din Jasper a fost înființată în anul 1866 de „Jack“ Newton Daniel, care s-a născut în anul 1850 într-o familie numeroasă. În anul 1907 el va ceda din motive de sănătate firma nepotului său Lem Motlow: Daniel moare în anul 1911 în urma unei septicemii. În anul 1866 distileria „Jack Daniel's“ a fost înregistrată oficial fiind prima distilerie înregistrată din SUA. În prezent distileria se află pe locul unde a fost înființată - „Hollow“ în Lynchburg și aparține de corporația „Brown-Forman-Corporation”.

## Producție
Jack Daniel amplasează distileria orientându-se după existența izvorului din apropiere, care avea o apă bogată în carbonat de calciu, și cu un conținut redus în fier, optimal pentru producerea băuturii alcoolice. Apa este filtrată de grăsimi prin filtre din cărbune de lemn cu o lungime de 3 m „Charcoal Mellowing“ inventate și patentate pe numele lui Daniel. Această tehnologie de producție face ca whiskeyul să aibă un gust specific apreciat de consumatori. Depozitarea băuturii se face timp de cel puțin 4 ani în butoaie de lemn de stejar american (Quercus alba) după care va fi îmbuteliată în sticle.

## Sortimente
- Cel mai cunoscut sortiment este „Black Label” (Jack Daniel’s Old No.7), îmbuteliat în sticle de 0,7 l sau 1,0 litru exportat în Germania. Pe când în Canada sunt mai căutate sticlele de 5 centilitri, 1,75 litri sau cele pentru colecționari de 3,0 litri.
- „Green Label” este un whiskey de 4 ani cu 40 % procent de alcool
- „Single Barrel” sunt îmbuteliate în sticle speciale, fiecare sticlă purtând o semnătură de mână, are procentajul de alcool între 45 % și von 47 %.
- „Gentleman Jack” este singurul sortiment care este depozitat de două ori în butoaie „de două ori sfințit” având procentajul de alcool 40 %.